# Glaucina ugartei
Glaucina ugartei là một loài bướm đêm trong họ Geometridae.